# Pierre Hardy (politicus)
Pierre Hardy (Aat, 5 oktober 1962) is een voormalig Belgisch lid van het Waals Parlement.

## Levensloop
Hardy werd beroepshalve socioloog en coördinator aan het Centre du Formation en Alternance in Tamines.
In 1987 trad hij als militant toe tot Ecolo en werd voor deze partij in 1999 verkozen tot lid van het Waals Parlement en van het Parlement van de Franse Gemeenschap. Bij de verkiezingen van 2004 werd hij niet meer herkozen, waarna hij aan de slag ging op het kabinet van minister-president van de Franse Gemeenschap Marie Arena. Van 2001 tot 2006 was hij eveneens gemeenteraadslid van Sambreville.
Bij de Europese verkiezingen van mei 2019 stond Hardy als derde opvolger op de lijst van de PS. Zijn zoon Maxime Hardy zetelt voor deze partij sinds 2020 in het Waals Parlement.